# Сухарев, Сергей Владимирович (Герой Российской Федерации)
Серге́й Влади́мирович Су́харев (13 марта 1981, Игошино, Рязанская область — 15 марта 2022, Киевская область) — российский военнослужащий, полковник. Герой Российской Федерации (посмертно, 2022), участник вторжения России на Украину.

## Биография
Родился 13 марта 1981 года в посёлке Игошино Ермишинского района Рязанской области.
После окончания Ермишинской средней школы в 1999 году поступил и в 2004 году окончил Рязанское гвардейское высшее воздушно-десантное командное училище имени генерала армии В. Ф. Маргелова.
После окончания училища был распределён в 104-й гвардейский десантно-штурмовой Краснознамённый ордена Кутузова полк 76-й гвардейской десантно-штурмовой Черниговской Краснознамённой ордена Суворова дивизии, где занимал командные должности от командира взвода до командира 1-го десантно-штурмового батальона. В 2016 году окончил Общевойсковую академию Вооружённых сил Российской Федерации.
По данным украинской стороны, Сухарев был причастен к расстрелу 331-м полком колонны украинских военнослужащих, выходивших «зеленым коридором» из осаждённого Иловайска в августе 2014 года. При этом было убито около 400 человек.
В 2016—2017 годах — заместитель командира 104-го гвардейского парашютно-десантного полка. 9 мая 2017 года принимал участие в параде, посвящённом 72-й годовщине Победы в Великой Отечественной войне. Возглавлял парадный расчёт полка.
В 2017—2021 годах — заместитель командира 31-й отдельной гвардейской десантно-штурмовой бригады в городе Ульяновске. В августе 2021 года был назначен командиром 331-го гвардейского парашютно-десантного ударного Костромского полка 98-й гвардейской воздушно-десантной Свирской Краснознамённой ордена Кутузова дивизии в городе Костроме.
В январе 2022 года участвовал в операции по введению войск ОДКБ в Казахстан. Согласно интервью, находился там с полком 10 суток, где военная часть взяла под контроль ТЭЦ Алматы.
Полк под его командованием был задействован в начавшемся 24 февраля 2022 вторжении России на Украину. Он был частью колонны, которая наступала на Украину из Белоруссии для взятия Киева. Наступление застопорилось в пригородах Киева — Буче, Ирпене и Гостомеле. Сам полк понёс большие потери. 17 марта 2022 года стало известно о гибели Сухарева, отмечалось что он погиб 13 марта.
22 марта 2022 года в ходе траурной церемонии прощания, которая состоялась во Дворце молодёжи в Рязани, заместитель Министра обороны России генерал-полковник Юрий Садовенко передал вдове Сухарева Золотую звезду Героя России.
Похоронен в посёлке городского типа Ермишь на новом кладбище.

## Память
Электропоезд ЭД4М-0445 получил именное название в честь Сухарева.
В Костроме в честь Сухарева будет названа улица, а в Ермиши — школа.

## Награды
- Герой Российской Федерации (2022) Указ Президента Российской Федерации (закрытый)[11]
- медаль Жукова;
- ведомственные медали Министерства обороны Российской Федерации.